# Fakulteta za svetovno politiko v Moskvi
Fakulteta za svetovno politiko v Moskvi (rusko Факультет мировой политики МГУ) je javna fakulteta, ki ponuja študij svetovne politike in deluje v sklopu Moskovske državne univerze; ustanovljena je bila leta 2003.